# Kara Bajema
Kara Jane Bajema, född 24 mars 1998 i Bellingham, Washington, är en amerikansk volleybollspelare (spiker) som spelar för italienska Allianz Vero Volley Milano.

## Karriär

### Klubblag
Bajema började sin karriär spelandes för Lynden Christian High School i skolturneringar i Washington. Hon spelade samtidigt på klubbnivå för Puget Sound Volleyball Academy och Washington Volleyball Academy. Efter examen spelade Bajema på universitetsnivå för Washington i NCAA Division I mellan 2016 och 2019. Hon vann även några individuella utmärkelser under sin tid i klubben.
Inför säsongen 2020/2021 skrev Bajema på sitt första proffskontrakt med italienska Serie A1-klubben VBC Èpiù Casalmaggiore. Inför säsongen 2021/2022 skrev hon på för polska Tauron Liga-klubben Developres Rzeszów. Inför säsongen 2022/2023 gick Bajema till turkiska Vakıfbank SK.
Inför säsongen 2023/2024 återvände Bajema till Italien och skrev på för Allianz Vero Volley Milano.

### Landslag
Bajema var en del av USA:s lag vid Sommaruniversiaden 2019 i Neapel.

## Klubbar
Ungdomskarriär
- Lynden Christian High School (2012–2016)
- Puget Sound Volleyball Academy (2013–2015)
- Washington Volleyball Academy (2015–2016)

Seniorkarriär
- University of Washington (2016–2019)
- VBC Èpiù Casalmaggiore (2020–2021)
- Developres Rzeszów (2021–2022)
- Vakıfbank SK (2022–2023)
- Allianz Vero Volley Milano (2023–)

## Individuella utmärkelser
- 2018 – All-America Third Team
- 2018 – NCAA Division I: Stanford Regional All-Tournament Team
- 2019 – All-America First Team
- 2019 – NCAA Division I: Waco Regional All-Tournament Team